# Västtyskland i olympiska vinterspelen 1972
Västtyskland deltog med 78 deltagare vid de olympiska vinterspelen 1972 i Sapporo. Totalt vann de tre guldmedaljer, en silvermedalj och en bronsmedalj.

## Medaljer

### Guld
- Wolfgang Zimmerer och Peter Utzschneider - Bob, tvåmanna.
- Erhard Keller - Skridskor, 500 meter.
- Monika Pflug - Skridskor, 1 000 meter.

### Silver
- Horst Floth och Pepi Bader - Bob, tvåmanna.

### Brons
- Wolfgang Zimmerer, Peter Utzschneider, Stefan Gaisreiter och Walter Steinbauer - Bob, fyramanna.